# Tỉnh của Burundi

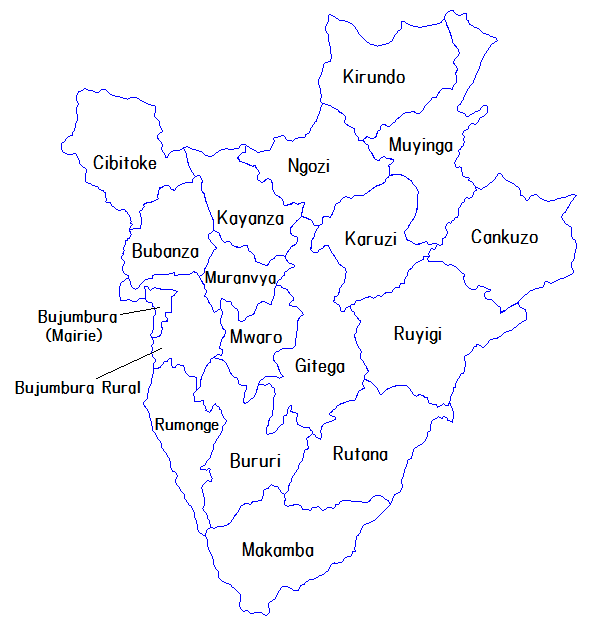
Các tỉnh của Burundi

Burundi được chia thành mười tám tỉnh, mỗi tỉnh được đặt tên theo thủ phủ tương ứng ngoại trừ Bujumbura Rural.
Các tỉnh và xã của Burundi được thành lập vào ngày Giáng sinh năm 1959 theo một sắc lệnh thuộc địa của Bỉ. Chúng thay thế hệ thống tù trưởng đã có từ trước.
Năm 2000, tỉnh bao gồm Bujumbura được tách thành hai tỉnh, Bujumbura Rural và Bujumbura Mairie. Tỉnh mới nhất, Rumonge, được thành lập vào ngày 26 tháng 3 năm 2015 từ các phần của Bujumbura Rural và Bururi.
Vào tháng 7 năm 2022, chính phủ Burundi đã thông báo về việc thay đổi hoàn toàn các phân khu lãnh thổ của đất nước. Thay đổi được đề xuất sẽ giảm số tỉnh từ 18 xuống 5 và giảm số xã từ 119 xuống 42. Thay đổi cần được Quốc hội và Thượng viện thông qua để có hiệu lực.